# TT Isla de Man de 1953
El TT Isla de Man de 1953 fue la primera prueba de la temporada 1953 del Campeonato Mundial de Motociclismo. El Gran Premio se disputó del 14 al 19 de junio de 1954 en el circuito de Snaefell Mountain Course.
Esta edición le costó la vida a cinco personas. El 8 de junio, Harry Stephens murió en un accidente durante el Junior TT en su Norton 40M manx y en la misma carrera, Thomas Swarbrick también perdió la vida con una AJS 7R. El oficial de la carrera Bernard Rodgers murió en un accidente de tráfico cerca de Ballagarraghyn el 10 de junio. El 12 de junio, el australiano Geoffrey Walker se estrelló durante la Senior TT cerca de Kerrowmoar y, en la misma carrera, también falleció el campeón del mundo Les Graham con su MV Agusta 500 4C en Quarterbridge Road. Por otro lado, Bruno Ruffo, que ya se había perdido gran parte de la la temporada 1952 después de un grave accidente en la Gran Premio de Alemania, tuvo un accidente que le obligó a poner fin a su carrera. Lo mismo le sucedió a Rudi Felgenheier, que resultó gravemente herido en un accidente de tráfico en los entrenamientos libres.

## Resultados TT Senior 500cc
Las marcas italianas, cada una de las cuales había atraído a conductores anglosajones para correr en el TT y en el Gran Premio del Ulster, se fueron a casa de vacío. Ray Amm y Jack Brett fueron los más rápidos con la Norton Manx y solo Reg Armstrong obtuvo un lugar en el podio con la Gilera 500 4C, pero a su máquina le faltaba potencia y, en la última vuelta, también tuvo que poner en su sitio cadena sobre los engranajes. Los otros pilotos de Gilera Geoff Duke y Dickie Dale no llegaron a la meta, pero para MV Agusta el resultado fue dramático ya que Les Graham cayó y murió. El equipo se retiró para el resto de la temporada, pero comenzó de nuevo en la carrera de casa, el Gran Premio de las Naciones.
| Pos.    | Piloto            | Equipo    | Tiempo    | Pts. |
| ------- | ----------------- | --------- | --------- | ---- |
| 1       | Ray Amm           | Norton    | 2:48"51'8 | 8    |
| 2       | Jack Brett        | Norton    | 2:49"03'8 | 6    |
| 3       | Reg Armstrong     | Gilera    | 2:49"16'8 | 4    |
| 4       | Rod Coleman       | AJS       | 2:50"49'6 | 3    |
| 5       | Bill Doran        | AJS       | 2:54"25'0 | 2    |
| 6       | Peter Davey       | Norton    | 3:02"13'0 | 1    |
| 7       | Ted Frend         | Norton    | 3:02"44'6 |      |
| 8       | Robin Sherry      | AJS       | 3:03"13'4 |      |
| 9       | Harry Pearce      | Matchless | 3:03"28'4 |      |
| 10      | John Grace        | Norton    | 3:05"15'8 |      |
| 11      | Laurie Bolter     | Norton    | 3:05"18'6 |      |
| 12      | Frank Norris      | Norton    | 3:06"36'6 |      |
| 13      | Eric Houseley     | Norton    | 3:07"22'8 |      |
| 14      | Malcolm Templeton | Matchless | 3:09"09'2 |      |
| 15      | Ray Laurent       | Norton    | 3:09"25'6 |      |
| 16      | Charlie Salt      | BSA       | 3:09"46'0 |      |
| 17      | Eric Pantin       | Norton    | 3:09"51'8 |      |
| 18      | Nick Nicholson    | Norton    | 3:10"25'2 |      |
| 19      | Bill Beevers      | Norton    | 3:11"15'0 |      |
| 20      | Jack Bailey       | Norton    | 3:11"29'2 |      |
| Ret     | Ernie Ring        | Matchless | Ret       |      |
| Ret     | Geoffrey Walker   | Norton    | Val (†)   |      |
| Ret     | Keith Bryen       | Norton    | Ret       |      |
| Ret     | Ken Kavanagh      | Norton    | Ret       |      |
| Ret     | Derek Farrant     | AJS       | Ret       |      |
| Ret     | Dickie Dale       | Gilera    | Ret       |      |
| Ret     | Geoff Duke        | Gilera    | Ret       |      |
| Ret     | George Brown      | Norton    | Ret       |      |
| Ret     | Les Graham        | MV Agusta | Val (†)   |      |
| Ret     | Alfredo Milani    | Gilera    | Ret       |      |
| Ret     | Carlo Bandirola   | MV Agusta | Ret       |      |
| Ret     | Ken Mudford       | Norton    | Ret       |      |
| Fuente: |                   |           |           |      |

## Resultados Junior 350cc
El Junior TT cayó en manos de Norton, con Ray Amm y Ken Kavanagh ocupando los dos primeros lugares. Las marcas italianas aún no habían mostrado ningún interés en la categoría de 350cc, pero una de ellas sí que lo intentó: Fergus Anderson quedó tercero con la primera versión del Moto Guzzi Monocilindrica 350. Esa máquina se desarrollaría durante un año más y le daría a Anderson el título mundial. La Velocette KTT Mk VIII no tuvo su día: R.F. Walker acabó en el puesto 31 y Cecil Sandford se retiró. Les Graham corrió con el primer prototipo del MV Agusta 350 4C, pero abandonó. Debido a su muerte y la posterior retirada del equipo de MV Agusta, esa máquina no volvería a aparecer hasta 1954.
| Pos.    | Piloto            | Moto       | Tiempo    | Pts. |
| ------- | ----------------- | ---------- | --------- | ---- |
| 1       | Ray Amm           | Norton     | 2:55"05'0 | 8    |
| 2       | Ken Kavanagh      | Norton     | 2:55"14'6 | 6    |
| 3       | Fergus Anderson   | Moto Guzzi | 2:57"40'6 | 4    |
| 4       | Jack Brett        | Norton     | 2:58"40'4 | 3    |
| 5       | Bill Doran        | AJS        | 3:20"21'0 | 2    |
| 6       | Derek Farrant     | AJS        | 3:03"02'0 | 1    |
| 7       | Ken Mudford       | Norton     | 3:05"23'0 |      |
| 8       | Peter Murphy      | AJS        | 3:07"48'2 |      |
| 9       | Phil Carter       | AJS        | 3:08"02'6 |      |
| 10      | Harold Clark      | AJS        | 3:09"18'0 |      |
| 11      | John Clark        | AJS        | 3:09"27'8 |      |
| 12      | Vic Willoughby    | Norton     | 3:09"32'0 |      |
| 13      | Leo Simpson       | AJS        | 3:09"35'0 |      |
| 14      | George Scott      | AJS        | 3:11"00'0 |      |
| 15      | Mike O'Rourke     | AJS        | 3:11"26'0 |      |
| 16      | George Brown      | AJS        | 3:11"30'8 |      |
| 17      | Cyril Julian      | AJS        | 3:12"11'0 |      |
| 18      | John Grace        | Norton     | 3:12"15'0 |      |
| 19      | Arthur Wheeler    | AJS        | 3:13"17'2 |      |
| 20      | Tony McAlpine     | Norton     | 3:13"50'6 |      |
| 23      | Keith Bryen       | Norton     | 3:14"17'0 |      |
| 53      | Frank Cope        | AJS        |           |      |
| Ret     | Ernie Ring        | AJS        | Ret       |      |
| Ret     | Siegfried Wünsche | DKW        | Ret       |      |
| Ret     | Bob McIntyre      | AJS        | Ret       |      |
| Ret     | Cecil Sandford    | Velocette  | Ret       |      |
| Ret     | Charlie Salt      | BSA        | Ret       |      |
| Ret     | Harry Stephen     | Norton     | Val (†)   |      |
| Ret     | Les Graham        | MV Agusta  | Ret       |      |
| Ret     | Malcolm Templeton | AJS        | Ret       |      |
| Ret     | Ted Frend         | AJS        | Ret       |      |
| Ret     | Thomas Swarbrick  | AJS        | Val (†)   |      |
| Ret     | Rod Coleman       | AJS        | Ret       |      |
| Fuente: |                   |            |           |      |

## Resultados Lightweight 250cc
Por primera vez, los fabricantes alemanes atacaron la hegemonía de Moto Guzzi en el Lightweight TT, pero a Guzzi sacó la nueva Moto Guzzi Bialbero 250 con doble árbol de levas y, de esta manera, Fergus Anderson fue el más rápido. Werner Haas perdió por sólo 17 segundos con su NSU Rennmax y Siegfried Wünsche quedó tercero con la DKW RM 250. Reg Geeson con su REG hecha a mano terminó décimo. Otra máquina "casera", la CTS (motocicletas) de Chris Tattersall no pudo llegar a la línea de meta.
| Pos. | Piloto              | Mot                | Tiempo  | Pts. |
| ---- | ------------------- | ------------------ | ------- | ---- |
| 1    | Fergus Anderson     | Moto Guzzi         | 1:46"53 | 8    |
| 2    | Werner Haas         | NSU                | 1:47"10 | 6    |
| 3    | Siegfried Wünsche   | DKW                | 1:51"20 | 4    |
| 4    | Arthur Wheeler      | Moto Guzzi         | 1:52"40 | 3    |
| 5    | Sid Willis          | Velocette          | 2:00"08 | 2    |
| 6    | Tommy Wood          | Moto Guzzi         | 2:01"02 | 1    |
| 7    | Ray Petty           | Norton             | 2:01"17 |      |
| 8    | Arnold Jones        | Excelsior          | 2:05"20 |      |
| 9    | Bill Webster        | Velocette          | 2:05"51 |      |
| 10   | Reg Geeson          | REG                | 2:06"14 |      |
| 11   | Bill Maddrick       | Moto Guzzi         | 2:07"00 |      |
| 12   | Ernie Barrett       | Phoenix-JAP        | 2:07"23 |      |
| 13   | Frank Cope          | AJS                | 2"08"57 |      |
| 14   | Eric Hardy          | Rudge              | 2:10"19 |      |
| 15   | John G. Horne       | Horne-Rudge        | 2:12"57 |      |
| 16   | Svend-Aage Sørensen | Excelsior          | 2:14"29 |      |
| 17   | Rob Weston          | Rudge              | 2:15"49 |      |
| 18   | Ronnie McCutcheon   | Excelsior          | 2:18"08 |      |
| Ret  | Chris Tattersall    | CTS (motocicletas) | Ret     |      |
| Ret  | Maurice Cann        | Moto Guzzi         | Ret     |      |
| Ret  | Enrico Lorenzetti   | Moto Guzzi         | Ret     |      |

## Ultra-Lightweight 125 cc TT
La Ultra-Lightweight TT (rebautizado como Lightweight 125 cc TT) todavía atraía a pocos pilotos. Solo 22 comenzaron y 12 llegaron a la línea de meta. Les Graham anotó su primera victoria con la MV Agusta 125 Bialbero y su primera y última victoria en TT Isla de Man con casi un minuto por delante del feroz rival Werner Haas y Cecil Sandford, que cruzaron la meta a dos décimas de Graham.
| Pos.    | Corredor       | Moto      | Tiempo  | Pts. |
| ------- | -------------- | --------- | ------- | ---- |
| 1       | Les Graham     | MV Agusta | 1:27"19 | 8    |
| 2       | Werner Haas    | NSU       | 1:28"00 | 6    |
| 3       | Cecil Sandford | MV Agusta | 1:28"02 | 4    |
| 4       | Angelo Copeta  | MV Agusta | 1:32"29 | 3    |
| 5       | Arnold Jones   | MV Agusta | 1:40"39 | 2    |
| 6       | Bill Webster   | MV Agusta | 1:41"16 | 1    |
| 7       | Archie Fenn    | Mondial   | 1:41"20 |      |
| 8       | Norman Webb    | MV Agusta | 1:43"20 |      |
| 9       | J.A. Thomson   | MV Agusta | 1:44"56 |      |
| 10      | Fron Purslow   | MV Agusta | 1:49"44 |      |
| 11      | Brian Purslow  | MV Agusta | 1:52"42 |      |
| 12      | Neville Jones  | BSA       | 2:03"07 |      |
| Ret     | Dickie Dale    | Mondial   | Ret     |      |
| Ret     | Carlo Ubbiali  | MV Agusta | Ret     |      |
| Fuente: |                |           |         |      |

| Prueba previa: -                      | Campeonato del Mundo de Motociclismo de 1953 | Siguiente prueba: Gran Premio de los Países Bajos |
| Prueba previa: TT Isla de Man de 1952 | TT Isla de Man                               | Siguiente prueba: TT Isla de Man de 1954          |